# Western Music Association Hall of Fame
De Western Music Association Hall of Fame wordt gesponsord door de Western Music Association. Leden van de "Western Music Association Hall of Fame" hebben bijgedragen aan traditionele en hedendaagse Westerse muziek van het westen van de Verenigde Staten en de American Cowboy.

## Leden

### 1989
- Rex Allen
- Gene Autry
- Patsy Montana
- Tex Ritter
- Marty Robbins
- Roy Rogers
- Dale Evans
- Sons of the Pioneers

### 1990
- Eddie Dean
- Cindy Walker
- Johnny Bond
- Elton Britt

### 1991
- Wilf Carter
- Andy Parker en The Plainsmen
- Jimmy Wakely
- Foy Willing en The Riders of the Purple Sage

### 1992
- Geen

### 1993
- Rosalie Allen
- Riders in the Sky
- Hi Busse en The Frontiersmen

### 1994
- Bob Nolan
- Tim Spencer

### 1995
- Bob Wills and The Texas Playboys

### 1996
- Ray Whitley
- Cass County Boys

### 1997
- Herb Jeffries
- Stan Jones
- Wesley Tuttle

### 1998
- Billy Beeman
- Smiley Burnett
- The Reinsmen

### 1999
- Stuart Hamblen
- Billy Hill
- Jim Bob Tinsley

### 2000
- Slim Clark
- The Beverly Hillbillies
- Frankie Laine

### 2001
- Johnny Western
- Carolina Cotton
- Monte Hale
- Carson Robison

### 2002
- Geen

### 2003
- Geen

### 2004
- Rusty Richards
- Dmitri Tiompkin
- The Jimmy Wakely Trio
- Michael Martin Murphey

### 2005
- Ken Maynard
- John M. "Jack" Elliott
- Don Edwards
- Red Steagall

### 2006
- Sons of the San Joaquin